# Stroncone
Stroncone è un comune italiano di 4 618 abitanti della provincia di Terni in Umbria. Fa parte dell'agglomerato urbano della città di Terni.

## Geografia fisica
Il territorio del comune di Stroncone ha una superficie di 71 km², in prevalenza collinare attraversato dalla valle del torrente Aia di Narni. Il suo punto più elevato (1160 m) è conosciuto come Macchialunga Pizzuta, collegato e immediatamente ad est della cima propriamente detta Macchialunga (1105 m). Geograficamente a sud della Conca ternana si trova su un costone del Subappennino al confine con la Regione Lazio.
La Frazione di Vasciano si trova tra la valle del torrente Aia e il Monte San Pancrazio.
- Classificazione climatica: zona E, 2186 GR/G.

## Storia

### Preistoria
Nel comune di Stroncone nel 1911 sono stati rinvenuti oggetti preistorici provenienti dalla tomba eneolitica scoperta in località Cerreta di Stroncone, si trovano al Museo delle civiltà di Roma.

### Epoca arcaica
Sulla sommità del Monte San Pancrazio chiamato in passato Monte Rosaro, tra il territorio del Comune di Calvi dell'Umbria e la frazione di Vasciano comune di Stroncone, sono visibili i resti archeologici di un centro di culto a pianta rettangolare del VI secolo probabilmente di cultura arcaica Osco-umbro-sabellica, posto a controllo della viabilita' arcaica tra la Conca ternana, la Valle del Nera e la Valle del Tevere, il santuario poteva costituire un vero e proprio insediamento a sé stante, in genere di altura, oltre ad essere stato probabilmente un polo di aggregazione religiosa per più comunità tribali, con funzioni emporiche e di controllo, rappresentando il fulcro religioso, ma anche sociale ed economico, di un territorio non urbanizzato

### Epoca romana
Nel 1950 il Sindaco di Stroncone scrive alla Soprintendenza ai Monumenti di Roma relativa al riordinamento dell'archivio storico comunale e di un museo dove poter sistemare le monete, le lapidi, i frammenti di statue e le iscrizioni di epoca romana rinvenute sul territorio.
Una leggenda vuole che nel territorio del comune di Stroncone si trovino le rovine dell'antica Trebula Suffena, ma non si hanno notizie certe.

### Medioevo
Il paese venne costruito intorno al X secolo da popolazioni che precedentemente abitavano nel fondovalle e che vedevano nel nuovo sito un luogo più sicuro e un rifugio più facilmente difendibile. Stroncone, inoltre, si trovava in una zona strategica e di confine fra il Ducato di Spoleto e i territori Bizantini. Da Ugo II, marchese di Toscana e di Spoleto, deriverebbe quello del centro, ottenuto dall'originario castrum Hugonis, corrotto in Castrugone, Strungone ed infine in Stroncone.
Il primo documento certo su Stroncone risale al 1012, in cui Giovanni di Pietro dona al monastero di San Simeone i suoi possedimenti situati nel territorio di Stroncone.
L'insediamento originale del paese era concentrato nel punto più alto dello sperone di roccia sul quale si erge. L'urbanizzazione del paese fu inizialmente confusa, le strutture abitative e difensive venivano modificate o costruite a seconda delle esigenze contingenti. Successivamente, nonostante la zona impervia, si delineò un paese ben organizzato e conformato come lo si può vedere oggi, con i tipici elementi del borgo medioevale: stradine strette e tortuose, chiese con pareti a ridosso di normali abitazioni, portali in pietra e un pozzo all'interno delle mura.
Politicamente, il paese ha sempre gravitato nell'orbita egemone dello Stato Pontificio. Nel secolo XI fu sotto il dominio del monastero di Farfa e, a partire dalla metà del secolo XII, è annoverato come tributario della Chiesa Romana. A causa della sua strategica posizione e alla fede guelfa che lo contraddistingueva, mise più volte a repentaglio la sicurezza della popolazione, soprattutto a causa delle mire espansionistiche di Narni. Nel 1209, infatti, papa Innocenzo III fu costretto a colpire d'interdetto i narnesi obbligandoli a riedificare quanto avevano distrutto dentro e fuori le mura. Stroncone non dimenticò mai questo gesto di infinita magnanimità e restò sempre fedele al Papa, tanto che sullo stemma del comune compaiono la croce bianca su fondo rosso e le chiavi pontificie.
Con il XIV secolo la cittadina, seguendo ancora il destino di Narni, appare governata dai rettori dello Stato Pontificio, sostituiti dal 1377, alla fine dell'esilio avignonese dei papi, da vicari della Santa Sede che governano attraverso un commissario.
Nel 1394 la rocca fu occupata da Pandolfo III Malatesta e nel 1404 da Andrea Tomacelli (fratello di papa Bonifacio IX), quando, per liberarsi del presidio signorile, gli stessi Stronconesi distrussero il paese. Dalla fine del secolo XVI, dopo la riforma amministrativa dello Stato Pontificio di Sisto V, il piccolo centro, in parte ricostruito, fu sottoposto direttamente alla Camera Apostolica, la quale dipendeva dal pontefice stesso ed era governata da un commissario apostolico residente.

### Epoca moderna
Nel 1799 nel quadro delle Insorgenze antifrancesi in Italia Stroncone insorta dovette capitolare alle truppe napoleoniche guidate dal generale Jabłonowski, ma riuscì a resistere per ben sette giorni all'assedio. In seguito alla capitolazione concordata con alcuni assediati stremati, il piccolo borgo dovette subire uno spietato saccheggio.
Nel 1861 divenne municipio del Regno d'Italia: Stroncone perse la sua autonomia e fu unita al comune di Terni nel 1927. Soltanto dopo la II guerra mondiale, nel 1947, riconquistò l'autonomia amministrativa.
Negli anni Duemila è stato inserito nella lista dei Borghi più belli d'Italia.

### Simboli
Stemma
(R.D. 30 giugno 1895)
Gonfalone

## Monumenti e luoghi di interesse
- Chiesa di San Michele Arcangelo
- Oratorio di San Giovanni Decollato: l'interno ad aula unica è decorato da Giuseppe Bastiani: la volta è divisa in scomparti da incorniciature in stucco presenta una decorazione a grottesche e al centro è un riquadro con il Battesimo di Cristo. Le lunette rappresentano Storie di San Giovanni Battista mentre all'altare maggiore è una tela dello stesso con la Decollazione del Battista, firmata e datata 1610.[13]
- Convento e chiesa di San Francesco, che conserva, al proprio interno, un affresco di Tiberio d'Assisi con il Madonna col Bambino in trono e Santi ed una pala raffigurante il Miracolo di San Diego che guarisce un sordo, opera di Baldassarre Croce del 1607.[14]

## Società

### Evoluzione demografica
Abitanti censiti

## Infrastrutture e trasporti

### Strade
Stroncone è attraversato dalla strada provinciale n. 16 "di Stroncone", che lo collega a Terni, e dalla strada provinciale n. 63 "dei Prati di Stroncone" che prosegue l'ascesa verso la montagna raggiungendo la frazione Prati.
La parte occidentale del territorio comunale è attraversata inoltre dalla strada regionale 313 "Ternana" Terni - Passo Corese, che collega la conca ternana alle località tra Lazio e Umbria a sud della valle del Tevere.

### Ferrovie
La parte settentrionale del territorio comunale è brevemente lambita dalla ferrovia Terni-Rieti-L'Aquila, linea secondaria a trazione diesel e binario unico; fino al 2014 il comune era servito dalla fermata di Stroncone, situata a circa tre chilometri dal paese, oggi soppressa per via della sua scarsa frequentazione.

### Mobilità urbana
I trasporti interurbani di Stroncone vengono svolti con autoservizi di linea gestiti da Busitalia Umbria.

## Amministrazione

### Gemellaggi
- Voves